# Eulepidotis ilyrias
Eulepidotis ilyrias är en fjärilsart som beskrevs av Pieter Cramer 1775. Eulepidotis ilyrias ingår i släktet Eulepidotis och familjen nattflyn. Inga underarter finns listade i Catalogue of Life.